# Renzo Gracie
Renzo Gracie (Rio de Janeiro, 1967. március 11. –) amerikai-brazil MMA-harcos és cselgáncsozó. Brazil dzsúdzsucuban hatodrangú fekete öves, de cselgáncsban is rendelkezik a legsötétebb színű övvel. A Gracie család harmadik generációjának tagja.

## Magánélete
A New Jersey állambeli Holmdel Township-ben él feleségével, Cristinával. Három gyermekük van: Catarina, Cora és Ruran. 11 testvére van. 2022-ben megjelent az önéletrajza.